# Robin Hood’s Stone

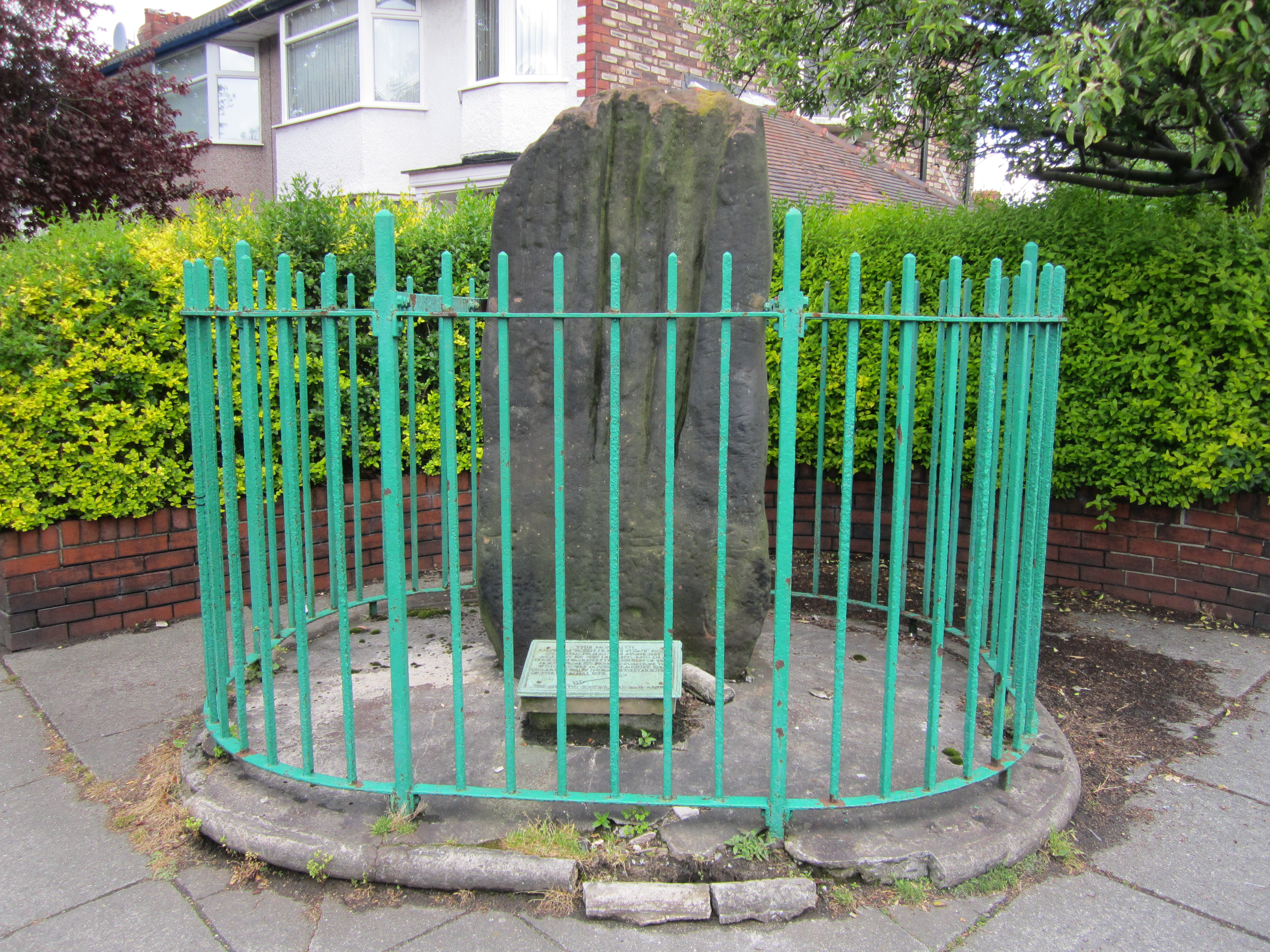
Robin Hood’s Stone

Robin Hood’s Stone (auch Robin Hood Stone oder The Archer Stone genannt) ist ein neolithischer oder bronzezeitlicher Menhir (englisch Standing Stone), der seit 1928 an der Ecke Booker Avenue und Archerfield Road in Liverpool in England steht. Er stand ursprünglich etwa 90 m entfernt in einem Feld, das als „Stone Hey“ bekannt war.

## Beschreibung
Robin Hood’s Stone ist rechteckig, etwa zwei Meter hoch, knapp einen Meter breit und einen halben Meter dick. Tiefe Rillen laufen über den Stein und enden am ursprünglichen Grundniveau, als der Stein noch im Stone Hey stand. An seiner Basis befinden sich Cup-and-Ring-Markierungen aus konzentrischen Ringen mit runden Schälchen (englisch cups) in der Mitte.
Robin Hood’s Stone war ursprünglich einer der Calderstones, stand in diesem Teil Liverpools aber mindestens seit 1771. Die Cup- und Ringmarkierungen nahe der Basis datieren ihn in die Ära der Calderstones. Ein Grenzstreitprotokoll von 1568 erwähnt, dass ein Stein der Calderstones um 1550 entfernt wurde.